# Сент-Джеймс (Луїзіана)
Сент-Джеймс (англ. St. James) — переписна місцевість (CDP) в США, в окрузі Сент-Джеймс штату Луїзіана. Населення — 592 особи (2020).

## Географія
Сент-Джеймс розташований за координатами 30°1′10″ пн. ш. 90°50′54″ зх. д. / 30.01944° пн. ш. 90.84833° зх. д. (30.019548, -90.848454).  За даними Бюро перепису населення США в 2010 році переписна місцевість мала площу 25,61 км², з яких 21,72 км² — суходіл та 3,88 км² — водойми.

## Демографія
Згідно з переписом 2010 року, у переписній місцевості мешкало 828 осіб у 286 домогосподарствах у складі 227 родин. Густота населення становила 32 особи/км².  Було 331 помешкання (13/км²).
Расовий склад населення:
| - 80,0 % — чорних або афроамериканців - 19,9 % — білих |

До двох чи більше рас належало 0,1 %. Частка іспаномовних становила 3,3 % від усіх жителів.
За віковим діапазоном населення розподілялося таким чином: 21,4 % — особи молодші 18 років, 64,5 % — особи у віці 18—64 років, 14,1 % — особи у віці 65 років та старші. Медіана віку мешканця становила 41,9 року. На 100 осіб жіночої статі у переписній місцевості припадало 102,0 чоловіків;  на 100 жінок у віці від 18 років та старших — 100,3 чоловіків також старших 18 років.
Середній дохід на одне домашнє господарство  становив 57 855 доларів США (медіана — 34 511), а середній дохід на одну сім'ю — 67 116 доларів (медіана — 41 458). За межею бідності перебувало 18,1 % осіб, у тому числі 25,6 % дітей у віці до 18 років та 9,9 % осіб у віці 65 років та старших.
Цивільне працевлаштоване населення становило 353 особи. Основні галузі зайнятості: роздрібна торгівля — 23,2 %, освіта, охорона здоров'я та соціальна допомога — 15,3 %, транспорт — 13,9 %, виробництво — 13,3 %.